# Akita Americano
El akita americano es una raza de perro de origen japonés desarrollada en los Estados Unidos. No debemos confundirlo con su variante japonesa de menor tamaño, ya que son razas muy diferentes.

## Historia
Inicialmente, la historia del Akita Americano es la misma que la del Akita Inu. 
A partir de 1603, provenientes de la región Akita, los perros llamados «Matagi Akitas» fueron utilizados como perros de pelea y entrenados también para la caza mayor de osos. 
A partir de 1868, se cruzó la raza con perros Tosa Inu, Pastor Alemán y Mastín Inglés, es por eso que el tamaño de la raza aumentó, pero algunas características como los rasgos de perros tipo Spitz, desaparecieron. 
En 1910, al prohibirse las peleas de perros la raza pudo prosperar y se consolidó en una gran raza japonesa. Después, en 1931, nueve perros de esta raza fueron reconocidos como base fundacional.
Durante la Segunda Guerra Mundial, se usó a menudo la piel de los perros para confeccionar ropa militar. La policía ordenó que se capturara a todos los perros menos a los pastores alemanes, los cuales eran utilizados para tareas militares. Unos aficionados intentaron esquivar la ley cruzando a sus perros con pastores alemanes. 
Al finalizar la Segunda Guerra Mundial, el número de Akitas se había reducido peligrosamente y los perros venían en tres formas diferentes:
1.-Matagi Akitas,
2.-Akitas Perros de Pelea,
3.-Akitas/Pastores Alemanes. 
La situación de la raza estaba mal. Durante el procedimiento de restauración de la raza después la guerra, Kongo-go, un perro procedente de la línea de sangre Dewa, gozó de una popularidad momentánea y pasajera. 
Un gran número de Akitas de esta línea de sangre, que presentaban rasgos exteriores característicos de la influencia del Mastín o Pastores Alemanes, fueron llevados a EE. UU. por militares estadounidenses. 
Los Akitas pertenecientes a la línea Dewa eran perros inteligentes y capaces de adaptarse a diferentes ámbitos. Esta línea de sangre fue desarrollada por los criaderos en EE. UU., gracias al aumento progresivo de su popularidad.
Es así como en 1950 los criadores japoneses deciden recuperar el tipo antiguo de la raza, y utilizan al Akita de la línea Ichinoseski (creada por el ingeniero Ichinoseski), y perros spitz japoneses para recuperar los rasgos propios del antiguo Akita Inu. Mientras que los estadounidenses crían al Akita de línea dewa, y lo desarrollan para que sea un perro grande y de aspecto poderoso.
Al alejarse cada vez más de su origen se crean dos ramas:
- El Akita de línea americana: Es un animal con una orientación hacia la defensa y que puede presentar máscara negra o incluso sin máscara;
- El Akita de línea japonesa: Es más afable y con máscara blanca, o el famoso Urajiro, ya que el estándar de la raza Akita Inu, modifica el color y elimina la máscara negra.

En las exposiciones de los países afiliados a la Federación Cinológica Internacional (FCI), se dio preferencia a los Akitas sin máscara sobre los Akitas con máscara negra, ya que los japoneses así lo exigían por ser el país propietario del estándar de la raza Akita.
Fue así que en el año 1999 se da el cambio de nombre que marca la diferencia entre las dos razas: al Akita Americano se le llamó «Gran Perro Japonés» y se le ubicó en el Grupo II de la clasificación en la FCI. Los cinófilos de EE. UU. no aceptaron tal división y decidieron seguir ubicando a las dos razas dentro de una sola en los concursos de belleza, como hasta la fecha.
En el año 2006, criadores y amantes de la raza de los países afiliados a la FCI logran que se le ubique de nuevo en el Grupo V, y que se le reconozca de forma definitiva, y con anuencia de los japoneses, como: Akita Americano. 
Es necesario aclarar que esta discusión del Akita Americano y su nombre llevaba un trasfondo de diferencia entre el estándar del Akita inu y el estándar del tipo americano, el cual se separó en estos últimos años para bien de la raza.

## Apariencia
Es un perro de talla grande, estructura sólida, bien equilibrado, con mucha sustancia y huesos pesados. 
En su aspecto externo, son perros de gran fortaleza física, resistentes al dolor y que gracias a su doble pelaje son bastante resistentes al frío. Deben llevar la cola sobre el lomo enroscada y su manto se presenta en diferentes tonalidades, pudiendo poseer máscara negra, no tener máscara, tener blaze, o bien ser su cabeza de color negro totalmente.
Una característica de la raza es la cabeza ancha, en forma de triángulo obtuso, el hocico profundo, los ojos relativamente pequeños y las orejas erectas llevadas hacia adelante aproximadamente en línea con la línea superior del cuello.
Como diferencia principal con el Akita Inu, observaremos que es más grueso e imponente, incluso es algo mayor de altura y peso. Tiene una cabeza triangular y formada con orejas triangulares también tipo spitz. La trufa de la nariz es completamente negra. Los ojos son negros y pequeños. El Akita Americano tiene un pelaje de doble capa, lo que le protege muy bien del frío y le proporciona un aspecto majestuoso añadiendo al estilo una cola que se enlaza al lomo. 
Los machos, como casi en todas las razas, suelen ser algo más grandes que las hembras (hasta 10 centímetros más de altura) pero en resumen rondan los 61 - 71 centímetros. El peso del Akita Americano se sitúa entre 40 y 70 kilogramos. 
Existen variedad de colores incluyendo pinto, blanco, negro, gris, verde y rosado.

## Comportamiento en Familia
Muy seguro de sí mismo, valiente, obediente y cariñosos. 
La relación con los niños es buena y tolerante, siempre y cuando sea acostumbrado a la convivencia desde muy pequeño. 
En cuanto al comportamiento con otros perros, el Akita Americano suele ser intolerante con perros del mismo sexo si no está debidamente socializado. Pueden mostrarse dominantes o agresivos en caso contrario.

## Temperamento
El Akita Americano es una combinación de dignidad, coraje, agilidad y devoción a su dueño. Es afectuoso y leal con su familia y amigos 
Requiere que sea socializado desde temprana edad, ya que es un perro sumamente territorial, y puede ser reservado con los extraños. También requiere de adiestramiento, debido a que es un perro grande y poderoso. Se le debe brindar disciplina, ejercicio y afecto, para mantener un perro feliz y saludable. 
Son perros sumamente inteligentes, conservan un aire distante e independiente al igual que su primo japonés (el Akita Inu), sin embargo son más obedientes y adiestrables. Esto no quiere decir que sea el alumno perfecto, tiene un carácter dominante que, en ocasiones, le cuesta trabajo dejar de lado y a veces no responde ciegamente a las órdenes, sin embargo es mucho mejor alumno que el Akita Inu.
Son igualmente leales, aunque demuestran más su afecto y cariño que el Akita Inu. También son más grandes y tienen una fuerza tremenda, es imprescindible su adiestramiento en obediencia básica, por lo menos, para tenerlos siempre en control.
La sangre de Tosa y Mastín, que está más arraigada en estos ejemplares los hace aún más propensos para el adiestramiento de guardia y protección siempre que esta esté realizada por un profesional calificado.
Debido a su carácter territorial si ven a otro perro irán a dominarle sin contemplaciones, si el otro perro cede el asunto está resuelto, ya el Akita Americano no es un perro que ataque de buenas a primeras; sin embargo bastará con un pequeño gruñido o resistencia del otro perro para que se desate la tormenta, que hablando del Akita Americano es más bien un huracán. No es un perro sanguinario comparado con otras razas especializadas en la pelea; si el otro perro se rinde lo dejarán marcharse, sino, simplemente no darán marcha atrás hasta resultar vencedores o vencidos, no hay puntos medios. Por esto es muy importante educar y socializar a nuestro Akita Americano para mantener ese león interno siempre dormido. 
Son protectores de su familia cuando se enfrentan a una situación amenazante. Son una raza que debe ser buena con los niños, siempre y cuando antes sean socializados y educados. Se debe prestar atención y tener cuidado con los niños, ya que son perros grandes y de juego rudo. Un Akita bien entrenado y socializado no suele presentar dificultades de manejo, a pesar de su gran tamaño. Sin embargo, si uno desea disminuir el riesgo de confrontaciones o peleas, la elección más adecuada será una hembra.
El Akita no fue criado para vivir o trabajar en grupos grandes. En cambio, solían trabajar solos o en pareja, una preferencia que se refleja hoy en día. El Akita muestra tendencia a ser socialmente dominante con otros perros,  por lo tanto, es importante hacer una introducción gradual al momento de estar con otros perros, especialmente los desconocidos y del mismo sexo.